# Флорес, Марио Иван
Марио Иван Флорес Эрнандес (исп. Mario Iván Flores Hernández; род. 28 февраля 1979, Мехико) — мексиканский легкоатлет, специалист по спортивной ходьбе. Выступал за сборную Мексики по лёгкой атлетике в 1996—2009 годах, двукратный серебряный призёр Кубка мира в командном зачёте, серебряный и бронзовый призёр центральноамериканского и карибского чемпионата, обладатель бронзовой медали чемпионата мира среди юниоров, участник двух летних Олимпийских игр.

## Биография
Марио Иван Флорес родился 28 февраля 1979 года в Мехико, Мексика.
Впервые заявил о себе в лёгкой атлетике на международном уровне в сезоне 1996 года, когда вошёл в состав мексиканской сборной и выступил на юниорском мировом первенстве в Сиднее, где в зачёте ходьбы на 10 000 метров стал восьмым.
В 1998 году в дисциплине 10 000 метров выиграл бронзовую медаль на юниорском мировом первенстве в Анси.
В 1999 году на международном старте в немецком Айзенхюттенштадте пришёл к финишу седьмым, установив при этом свой личный рекорд в ходьбе на 20 км — 1:21:28. На Кубке мира в Мезидон-Канон занял 24-е место в личном зачёте 20 км, вместе с соотечественниками стал серебряным призёром командного зачёта. На чемпионате Центральной Америки и Карибского бассейна в Бриджтауне завоевал бронзовую награду.
В 2001 году в ходьбе на 20 км получил серебро на центральноамериканском и карибском чемпионате в Гватемале.
В 2004 году на домашнем международном старте в Тихуане взял бронзу и установил личный рекорд в ходьбе на 50 км — 3:49:07. Благодаря этому успешному выступлению удостоился права защищать честь страны на летних Олимпийских играх в Афинах, в итоге сошёл здесь с дистанции 50 км, не показав никакого результата.
В 2008 году на Кубке мира в Чебоксарах занял 11-е место в личном зачёте 50 км, став бронзовым призёром командного зачёта (впоследствии в связи с допинговой дисквалификацией россиянина Владимира Канайкина мексиканцы переместились на вторую позицию командного зачёта). Принимал участие в Олимпийских играх в Пекине — в программе 50 км показал время 3:58:04, расположившись в итоговом протоколе соревнований на 23-й строке.
В 2009 году финишировал шестым на домашнем международном старте в Чиуауа, сошёл с дистанции на Панамериканском кубке в Сан-Сальвадоре. По окончании сезона завершил спортивную карьеру.